# Skytts herred
Skytts herred (før 1658 dansk: Skyds herred) var et herred beliggende i  Skåne. 